# Danh sách loài thực vật lọc khí độc
Danh sách này gồm các loài thực vật do Trung tâm không gian NASA sưu tầm trong quá trình nghiên cứu làm trong sạch không khí. Quá trình lọc không khí đóng một vai trò quan trọng trong các trạm không gian ngoài Trái Đất. Vì các cuộc thám hiểm trong không gian dài hạn không thể đem theo một số lượng lớn không khí dùng cho các phi hành gia. Do đó, trung tâm không gian NASA nghiên cứu các loài thực vật ngoài khả năng quang hợp còn có khả năng lọc và tiêu hủy các khí độc như benzene, formaldehyde và trichloroethylene.
| Loài                                                                         | benzene (NASA) | formaldehyde (NASA,N) (W) | trichloroethylene (NASA) | xylene và toluene |
| ---------------------------------------------------------------------------- | -------------- | ------------------------- | ------------------------ | ----------------- |
| Thường xuân Anh quốc (Hedera helix)                                          | X              | W                         |                          |                   |
| Lục thảo trổ (Chlorophytum comosum)                                          |                | N                         |                          |                   |
| Ráy leo lá xẻ (Epipremnum pinnatum) hoặc trầu bà vàng (Epipremnum aureum)    |                | N                         |                          |                   |
| Lan Ý (Spathiphyllum wallisii 'Mauna Loa')                                   | X              | W                         | X                        |                   |
| Vạn niên thanh (Aglaonema modestum)                                          |                |                           |                          |                   |
| Cau tre (Chamaedorea sefritzii)                                              |                | N W                       |                          |                   |
| Lưỡi cọp sọc hoặc lưỡi cọp mép lá vàng (Sansevieria trifasciata 'Laurentii') |                | N                         |                          |                   |
| Ái mộc lá hình tim (Philodendron oxycardium, syn. Philodendron cordatum)     |                | N                         |                          |                   |
| Ái mộc Selloum (Philodendron bipinnatifidum, syn. Philodendron selloum)      |                | N                         |                          |                   |
| Ái mộc tai voi (Philodendron domesticum)                                     |                | N                         |                          |                   |
| Huyết giác Madagascar (Dracaena marginata)                                   | X              | N                         |                          | X                 |
| Thiết mộc lan (Dracaena fragans 'Massangeana')                               |                | N                         |                          |                   |
| Phất dụ Janet Craig (Dracaena deremensis 'Janet Craig')                      | X              | W                         |                          |                   |
| Phất dụ to (Dracaena deremensis 'Warneckii')                                 | X              |                           | X                        | X                 |
| Sanh (Ficus benjamina)                                                       |                | W                         |                          |                   |
| Cúc đồng tiền (Gerbera jamesonii)                                            | X              | W                         | X                        |                   |
| Cúc mâm xôi (Chrysanthemum morifolium)                                       | X              | N W                       | X                        |                   |
| Đa cao su (Ficus elastica)                                                   |                | W                         |                          |                   |
| Cốt cắn Boston (Nephrolepis exaltata "Bostoniensis")                         |                | W                         |                          |                   |
| Cốt cắn nữ hoàng Kimberly (Nephrolepis obliterata)                           |                | W                         |                          | X                 |
| Chà là cảnh (Phoenix roebelenii)                                             |                | W                         |                          | X                 |
| Cau vàng (Chrysalidocarpus lutescens)                                        |                |                           |                          | X                 |
| Hoàng thảo (Dendrobium sp.)                                                  |                |                           |                          | X                 |
| Môn trường sinh (Camilla) (Dieffenbachia)                                    |                |                           |                          | X                 |
| Môn trường sinh (Exotica)(Dieffenbachia)                                     |                |                           |                          | X                 |
| Homalomena wallisii                                                          |                |                           |                          | X                 |
| Hồ điệp (Phalenopsis sp.)                                                    |                |                           |                          | X                 |

Đa số các loài cây nói trên sống trong môi trường nhiệt đới hoặc là cận nhiệt đới. Tuy nhiên, chúng có khả năng phát triển trong môi trường ít ánh sáng. Bởi vậy các loài cây này rất thích hợp khi được dùng làm cây trang trí trong nhà. Trung tâm NASA khuyên rằng trong một ngôi nhà rộng khoảng 160 thước vuông thì nên trồng khoảng 15 đến 18 cây trên trong các chậu từ có đường kính từ 12 đến 18 cm. Các vi sinh vật sống xung quanh rễ các loài cây trên cũng tham gia tiêu hủy các chất độc, do đó nên để cho mặt đất tiếp xúc với không khí để tăng thêm khả năng trao đổi và thu hút khí độc.